# Ffdshow
ffdshow es un filtro codificador y decodificador (codec) de audio y vídeo parte del Proyecto FFMPEG, este es capaz de reproducir múltiples formatos de audio y vídeo, su código esta sobre licencia GPL. Utiliza la biblioteca libavcodec del Proyecto FFMPEG, la cual codifica y decodifica programada en lenguaje C.

## Compatibilidad
- Códecs compatibles de video: Cualquier variante del estándar MPEG-4 ASP (DivX, XviD, MS MPEG4v3, MS MPEG4v2, MS MPEG4v1, 3IV2, 3IVX, RMP4, DM4V), Windows Media Video 7/8, MPEG 1, MPEG 2, H.263(+), H264, X264, MJPEG, DV, HuffYUV, CorePNG, MPNG, Sin Compresión (RGB, YUY2, YV12, etc).

- Códecs compatibles de audio: MP2, MP3, Vorbis, WMA V1/V2, AC3, DTS, AAC, AMR, Flac, Sin Compresión.

Permite aplicar múltiples filtros sobre el vídeo ya sea para mejorar la calidad o para agregar funcionalidad (subtítulos), todo consumiendo menos recursos que los filtros decodificadores oficiales de DivX o 3ivX, es compatible con casi cualquier reproductor de vídeo.

## Historia
Las primeras versiones de ffdshow se publicaron en abril de 2002, como una alternativa a los decodificadores de la época (DivX  3.11 y el DivX 5.02), y como una manera de combinar la velocidad y calidad de MPlayer con reproductores para Windows.
Cuando el principal desarrollador, Milan Cutka, dejó de actualizar el proyecto en 2006, nuevos mantenedores abrieron ffdshow-tryouts como un nuevo proyecto, donde los parches, nuevas funciones y actualizaciones de codecs continúan. El proyecto original ffdshow puede considerarse abandonado.